# Космос-1897
Космос-1897 је један од преко 2400 совјетских вјештачких сателита лансираних у оквиру програма Космос.
Космос-1897 је лансиран са космодрома Тјуратам, Бајконур, СССР, 26. новембра 1987. Ракета-носач Протон је поставила сателит у орбиту око планете Земље. Маса сателита при лансирању је износила 2000 килограма. Космос-1897 је био војни комуникациони сателит.